# Барометрическое нивелирование
Барометрическое нивелирование или измерение высот — один из методов нивелирования, основанный на установленной Блезом Паскалем в 1647 связи давления воздуха с высотой точки над уровнем моря (барометрическая формула).
Нивелирование даёт средство наносить на планы ряды возвышений и понижений или профили местностей по определенным направлениям. Если для нивелирования употребляются геодезические инструменты, то оно называется геодезическим, если барометры — то барометрическим. Для измерения высоких гор употребляются особые приёмы и приборы; способ вычисления — тригонометрический, и само измерение называется этим словом. Есть также барометрический способ определения больших высот. Перенесение барометра с одного места на другое, возвышенное над первым на 10 м, сопровождается понижением ртутного столба приблизительно на 1 мм, но дальнейшее поднятие ещё на 10 метров производит несколько меньшее понижение ртути, а следующее поднятие — ещё того меньшее. Измерение давления атмосферы с высотой усложняется его температурой, так как холодный воздух тяжелее теплого. Вдобавок пары воды, всегда содержащиеся в воздухе, количественно изменяются от многих причин, действующих иногда вместе, иногда отдельно, что опять влияет на атмосферное давление. Поэтому зависимость величины понижения ртутного столба в барометре с высотой места, на которое он перенесен, очень сложна, и вычислить возвышение одного места над другим из показаний барометра чрезвычайно трудно, коль скоро эти два места значительно удалены одно от другого. Эта трудность ещё увеличивается, если в одной местности происходят перемены в атмосфере, не достигающие другой местности. В таких случаях приходится принять в расчёт среднюю высоту ртутного столба в каждой из сравниваемых местностей, выведенную из многолетних наблюдений. Для наблюдения высоты места из барометрических наблюдений предложено несколько формул; здесь приводится одна, выведенная Лапласом:
Z = 18336 · (1+0,002845cos(2φ))·[1+(t+t1)/500]·lg(H/h).
В этой формуле буквой Z означено искомое возвышение одной местности, в которой высота барометра есть H мм над другой, в которой в то же время высота ртути есть h мм, температура в первой местности есть t°, во второй t°1 — стоградусного термометра; буквою φ означена широта места.
{\displaystyle h=({\frac {R}{g}})<T>ln({\frac {p_{0}}{p}})} ; Ещё одна формула для определения высоты. Где R — постоянная газовая константа (для чистого воздуха R = 287.05 J/Kg°K), T — средняя температура в двух точках, g — постоянный коэффициент притяжения Земли.
По вставке в эту формулу величин, полученных наблюдениями, и по сделанию всех вычислений получится высота (Z) одной местности над другой в метрах. Есть другая формула, выведенная Бесселем и пополненная Плантамуром; ещё одну предложил Бабине. Вообще очень многие ученые старались улучшить способы вычисления высоты места на основании наблюдений барометрического нивелирования. Все подобные способы и формулы названы гипсометрическими. Они послужили для определения высот очень многих гор, но сравнения найденных так. обр. чисел с определенными точным тригонометрическим путём показали, что гипсометрические формулы приводят к ошибкам, которые невелики только в случае близости сравниваемых пунктов; определить же с некоторой точностью высоту над поверхностью моря некоторой части материка, очень удаленной от берега, по этим формулам нельзя, даже если пользоваться, как было сказано выше, средними высотами барометра, определенными из продолжительных наблюдений. Такие сравнения были, между прочим, сделаны русским академиком Э. Х. Ленцем для Каспийского и Азовского морей. В случае таких больших промежуточных расстояний оказывается, что в разные времена года получаются различные высоты; поэтому теперь есть много противников барометрического нивелирования между точками, весьма отдаленными. С другой стороны, нивелирование небольших высот и на небольших расстояниях приобретает значительное распространение благодаря последним улучшениям в устройстве анероидов. В анероидах, имеющих форму металлической коробки с волнистым или желобчатым верхним дном, из которой вытянут воздух, от изменения атмосферного давления это дно более или менее вдавливается или поднимается; движение дна передается посредством механизма, состоящего из рычагов и колес, стрелке, показывающей на циферблате цифры, соответствующие высоте ртутного столба в барометре. Во многих анероидах движение стрелки вдвое и втрое значительнее движения ртутного столба в барометре, так что при восхождении на такие малые высоты, для которых понижение ртути с трудом может быть замечено, — стрелки анероидов могут передвигаться очень значительно; в этом можно убедиться, переходя из одного этажа дома в другой с ртутным барометром и чувствительным анероидом. Надо только знать, что в продажу поступают анероиды очень различного достоинства. Анероиды Ноде (Naudet) с циферблатом и стрелкой считаются лучшими; более простого устройства хорошие анероиды, напр., Рейтца, снабжены микроскопом для измерения очень малых движений указателя. Во всяком случае анероиды должны быть от времени до времени сверяемы с нормальными барометрами, вдобавок при различных температурах, так как одно нагревание и охлаждение анероида может сообщить стрелке значительное движение, если только в нём нет специальных приспособлений для уничтожения влияния температур. Самое плохое при употреблении анероидов для серьёзных целей — это возможность нечаянного изменения или повреждения его, которое не лишит стрелку движения, но может долгое время оставаться незамеченным и будет причиной многих ошибок в наблюдениях.
Пригодность анероидов для нивелирования доказана опытом, но для той же цели может служить ещё один прибор, ещё большей чувствительности. Происходящие в атмосферном воздухе небольшие колебания, не указываемые обыкновенным барометром, очень заметны на простом приборе, который может быть сделан даже домашним образом. Если налить в стклянку немного какой-нибудь жидкости и потом закупорить пробкой, в которую вставлена стеклянная трубочка, идущая до дна стклянки, то жидкость, наполняющая часть трубочки, будет приходить в движение при всяком изменении давления атмосферы, так как оно сопровождается увеличением или уменьшением объема воздуха стклянки. Но этот объем будет изменяться также и от очень малых изменений температуры, и потому стклянка должна быть окружена дурными проводниками теплоты (гагачьим пухом, водой).
Дмитрий Иванович Менделеев устроил на этом основании настоящий измерительный прибор, который он назвал дифференцианальным барометром, а в применении к нивелированию — высотомером. Этот прибор был испытан и при надлежащем употреблении может быть полезен во многих случаях. Испытания высотомера в окрестностях Гельсингфорса показали, что действительная высота горы 20,44 сажени по измерениям высотомером средним числом на 0,12 сажени больше; расстояние между двумя пунктами, в которых были сделаны измерения по высотомеру, составляло 4 версты. В другом случае высотометр показал 10,28 сажени, когда действительная высота была 10,16 сажени. О барометрическом измерении высот см.: «Lehrbuch der Meteorologie von Dr. Schmid» (1860), «О барометрическом нивелировании и о применении для него высотомера Д. Менделеева» (Спб., 1876). Исследование анероидов — в «Zeitschrift für Instrumenten Kunde» (1887, 1888, 1889).